# Jeremia

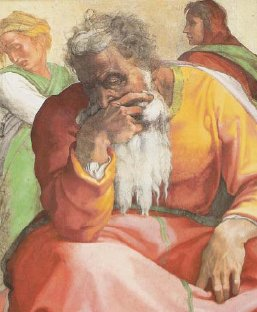
Jeremia (av Michelangelo)

Jeremia (יִרְמְיָהוּ Yirməyāhū) är en profet som fått en bok i judendomens Neviim ("profeterna") och kristendomens Gamla Testamente uppkallad efter sig. De judiska, kristna och muslimska traditionerna håller för sant att han även författade Klagovisorna.
Profeten Jeremia levde i Jerusalem för cirka 2600 år sedan. Han föddes omkring 650 f.Kr. och började uppträda som profet cirka 626 f.Kr. Han verkade som profet mer än 50 år, och han dog i Egypten någon gång efter Babylons erövring av Jerusalem 587 f.Kr.
Jeremias tid var mycket svår i judarnas historia. Det är fråga om tiden just innan Juda rike gick under som stat. År 586 före Kristus erövrades och förstördes Jerusalem, och överklassen fördes bort i fångenskap till Babylonien. Drygt 130 år tidigare hade det nordliga riket Israel krossats av assyrierna – som ofta pekas ut som ett mycket grymt krigarfolk – och nästan alla överlevande medlemmar av de rikare familjerna förts bort till en grym slavtillvaro.
Tiden betecknas av ett stort moraliskt och andligt förfall. Jeremia varnar folket på Guds uppdrag innan katastrofen kommer. Jeremia har ibland kallats "den gråtande profeten", eftersom han blev starkt berörd av alla svårigheter som drabbade hans hemland och folk. (Därför kallas en klagovisa på svenska ibland för en "jeremiad".) Han ville bland annat att folket skulle sluta dyrka de dåvarande gudarna.
Jeremias brev i Bibeln är sammanställd efter profetens död. Det är Jeremias vän Baruk, son till Neria, som på profetens uppdrag skrev ner profetiorna och breven omkring 626-604 f.Kr.